# Andre Berto
Pour les articles homonymes, voir Berto.
Andre Berto est un boxeur de nationalité américaine et haïtienne né le 7 septembre 1983 à Miami, Floride.

## Carrière
Vainqueur des Golden Gloves en 2001 dans la catégorie super-welters et en 2003 en poids welters, il est médaillé de bronze aux championnats du monde de Bangkok en 2003 et passe professionnel après une défaite au premier tour des Jeux olympiques d'Athènes en 2004 contre Xavier Noel.
Berto devient champion d'Amérique du Nord des poids welters NABF en 2007 et champion du monde WBC de cette catégorie le 21 juin 2008 en battant par arrêt de l'arbitre à la 7e reprise Miguel Angel Rodriguez puis conserve sa ceinture en dominant aux points Steve Forbes le 27 septembre 2008, Luis Collazo le 17 janvier 2009, Juan Urango le 30 mai 2009, Carlos Quintana le 10 avril 2010 par arrêt de l'arbitre au 8e round, et Freddy Hernandez le 27 novembre au premier round.

### Combat contre Victor Ortiz
Andre Berto affronte le 16 avril 2011 Victor Ortiz à Mashantucket dans le Connecticut. Les premiers échanges sont intenses si bien que les deux boxeurs se retrouve tour à tour à terre dans les deux premières reprises. Ortiz met la pression les trois rounds suivants mais est compté au 6e round après un direct du droit reçu de plein fouet. Berto est sur le point de renverser le combat mais ne parvient pas à conclure. Sa chance est passée car il est à nouveau dominé dans la seconde moitié du combat. Il s'incline finalement aux points à l'unanimité des trois juges sur des scores de 111-114, 112-114 et 110-115 et perd ainsi sa ceinture WBC et son premier combat professionnel.
Malgré cette première défaite en carrière, l'américain parvient 4 mois plus tard à remporter une nouvelle ceinture mondiale, cette fois celle de l'IBF, en battant par jet de l'éponge à la fin du 5e round le slovène Jan Zaveck. Il la laisse néanmoins vacante le 9 novembre 2011 puis s'incline aux points un an plus tard face à Robert Guerrero puis au 12e round contre Jesus Soto Karass le 27 juillet 2013. Il remporte deux nouveaux combats avant d'affronter le 12 septembre 2015 son compatriote Floyd Mayweather et perd le combat par décision unanime.